# Telly Savalas
Aristotelis „Telly” Savalas (Garden City, New York, 1922. január 21. – Universal City, Kalifornia, 1994. január 22.) görög származású, Primetime Emmy- és kétszeres Golden Globe-díjas amerikai színész, énekes. Leghíresebb szerepét az 1970-es években vetített Kojak című televíziós sorozatban játszotta a címszereplő felügyelőként. 1963-ben a Filmakadémia Oscar-díjra jelölte Az alcatrazi ember (1962) című filmben nyújtott mellékszerepe alakításáért. A halál ötven órája (1965), majd A piszkos tizenkettő (1967) című filmekben is emlékezeteset alakított. Jennifer Aniston keresztapja.

## Életrajza

### Korai évek
Savalas egy ötgyermekes görög származású család második gyermekeként született Aristotelis Savalas néven a New York állambeli Garden Cityben. Anyja, Christina Kapsalis New York-i művész, apja, Nick Savalas étteremtulajdonos volt. A Savalas család Spártából származott. Amikor belépett a Sewanhaka Gimnáziumba, csak görögül beszélt, de amikor 1940-ben érettségizett, akkor már angolul is. A testvére George Savalas szintén színész volt. Az érettségi után vízimentőként dolgozott, de egyszer nem sikerült kimentenie egy embert, ez a trauma egész életén át elkísérte. Beiratkozott a Columbia Egyetemre, ahol pszichológiát tanult, majd 1948-ban diplomázott. 28 éves kora előtt a sikeres Kávéház című műsor házigazdája volt a rádióban.

### Televíziós és mozikarrier
Telly Savalas rendezőként kezdte az ABC tévétársaságnál. A tévéhez hűen, az 1950-es és 60-as években karakterszínész volt. Első szerepe az And Bring Home a Babyben volt 1959 januárjában, az Armstrong Circle Theater egyik epizódjában. Két további részben is szerepelt (1959, 1960), majd mintegy 50 különböző műsorban lépett még fel.
Lucky Lucianót játszotta a The Witness című tv-sorozatban, amikor Burt Lancaster „felfedezte”. Később még három filmben szerepeltek együtt. 1962-ben Oscar-díjra jelölték Az alcatrazi emberben játszott szerepéért.
A túlzottan vallásos és szadista Archer Maggott szerepében, A piszkos tizenkettő című filmben 1967-ben emlékezeteset alakított, valamint olyan filmekben szerepelt, mint a Mackenna aranya, illetve a Kelly hősei (Bazi Joe). James Bond ellenfele is volt az 1969-es Őfelsége titkosszolgálatában című filmben.
Ezek után jött talán legismertebb szerepe, a máig is népszerű Kojak című krimisorozat, ahol az állandóan nyalókázó és szivarozó, a bűnözőket mindig megleckéztető, címszereplő hadnagyot alakította 1973-tól 1978-ig. Érdekesség, hogy ekkor, a sorozat kezdetén költözött a Sheraton Universal Hotel egyik harmadik emeleti lakosztályába, ahol napi 200 dollárért egészen haláláig lakott. Úgy találta ugyanis, hogy sok macera a saját lakás fenntartása, míg a hotelben mindennel ellátják. A szálló bárját is róla nevezték el.
Ezután A Poszeidon kaland című kalandfilm következett 1979-ben, majd több Kojak-tévéfilm 1989–1990-ben. A köztes időkben olyan balfogásokban szerepelt, mint a Piszkos tizenkettő – Halálos küldetés, de ezek nem homályosították el többségében sikeres szerepeit.
Legendás szinkronhangja Inke László volt, később főleg Koncz Gábor szinkronizálta.
Énekléssel is próbálkozott, számos, főleg szerelmes dalt adott elő, bár nem volt túl jó az énekhangja, ami a dalok előadása közben is rendszeresen szívott cigarettáknak is tulajdonítható.

### Élete végén
A nyolcvanas években Savalas két közeli rokona is elhunyt, előbb 1985-ben a Kojakban is szereplő öccse, George Savalas leukémiában, majd négy év múlva, 1989-ben az édesanyja is. Ugyanebben az évben diagnosztizáltak nála húgyhólyagrákot, majd prosztatarákot is. Ezek okozták halálát 1994-ben, pont egy nappal 72. születésnapja után.
Lánya, Ariana Savalas a Postmodern Juke Box együttes énekesnője.

## Filmjei
- Sunday Showcase (1959)
- Diagnózis: Ismeretlen (1960)
- Armstrong Circle Theatre (1960)
- Naked City (1960)
- The Witness (1960)
- The United States Steel Hour (1960)
- The Aquanauts (1961)
- The New Breed (1961)
- King of Diamonds (1961)
- The Dick Powell Show (1961)
- The Detectives (1961)
- Ben Casey (1961)
- The Sin of Jesus (1961)
- Macbeth (1961)
- Acapulco (1961)
- Cain's Hundred (1961-1962)
- The Untouchables (1961-1963)
- Rettegés foka (1962)
- Az alkatrazi ember (1962)
- The Interns (1962)
- Alcoa Premiere (1962)
- The Eleventh Hour (1963)
- The Dakotas (1963)
- Empire (1963)
- Nyomoz a vőlegény (1963)
- Love Is a Ball (1963)
- Grindl (1963)
- Johnny Cool (1963)
- 77 Sunset Strip (1963)
- The Twilight Zone (1963)
- Burke's Law (1963-1965)
- Channing (1964)
- Arrest and Trial (1964)
- The Alfred Hitchcock Hour (1964)
- Breaking Point (1964)
- Kraft Suspense Theatre (1964)
- The New Interns (1964)
- The Rogues (1964)
- Fanfare for a Death Scene (1964)
- The Fugitive (1964-1966)
- Combat! (1964-1967)
- Bonanza (1965)
- The Slender Thread (1965)
- John Goldfarb, Please Come Home! (1965)
- Dzsingisz Kán (1965)
- A világ legszebb története - A Biblia (1965)
- Run for Your Life (1965)
- A halál ötven órája (1965)
- The Virginian (1966)
- Beau Geste (1966)
- The F.B.I. (1967)
- The Man from U.N.C.L.E. (1967)
- Bob Hope Presents the Chrysler Theatre (1967)
- 'A piszkos tizenkettő (1967)
- A karate gyilkosok (1967)
- Garrison's Gorillas (1967)
- Cimarron Strip (1967)
- Sol Madrid (1968)
- Skalpvadászok (1968)
- Jó estét, Mrs. Campbell! (1968)
- Őfelsége titkosszolgálatában (1969)
- Mackenna aranya (1969)
- Gyilkosság rendelésre (1969)
- Bérgyilkossági hivatal (1969)
- Land Raiders (1969)
- Kelly hősei (1970)
- Az erőszak városa (1970)
- The Red Skelton Show (1970)
- ITV Saturday Night Theatre (1971)
- A pokol városa (1971)
- Clay Pigeon (1971)
- Mongo visszajött (1971)
- Csinos lánykák sorban állva (1971)
- Az új maffiafőnök (1972)
- La banda J. & S. – Cronaca criminale del Far West (1972)
- Horror Express (1972)
- L'assassino... è al telefono (1972)
- Visions... (1972)
- Pancho Villa bosszúja (1972)
- Élet vagy halál (1972)
- Lisa és az ördög (1972)
- Senza ragione (1973)
- She Cried Murder (1973)
- Kojak (1973-1978)
- Am laufenden Band (1975)
- The House of Exorcism (1975)
- Aranyszöktetés (1975)
- Killer Force (1976)
- Földi űrutazás (1977)
- Beyond Reason (1977)
- Műgyűjtők és kalandorok előnyben (1979)
- A Poszeidon kaland (1979)
- Muppet-show (1979)
- The French Atlantic Affair (1979)
- Állj, határ! (1980)
- Alcatraz: The Whole Shocking Story (1980)
- Hellinger's Law (1981)
- Meghökkentö mesék (1981)
- American Playhouse: My Palikari (1982)
- Átverés (1982)
- Afghanistan pourquoi? (1983)
- Ágyúgolyófutam 2. (1984)
- The Cartier Affair (1984)
- Szerelemhajó (1985)
- Kojak: The Belarus File (1985)
- George Burns Comedy Week (1985)
- Alice csodaországban (1985)
- GoBots: War of the Rock Lords (1986) (szinkronhang)
- Kojak: The Price of Justice (1987)
- Faceless (1987)
- The Equalizer (1987)
- J.J. Starbuck (1987)
- Piszkos tizenkettő - Halálos küldetés (1987)
- Piszkos tizenkettő - Végzetes küldetés (1988)
- Dublőr nélkül - Hollywoodi detektív (1989)
- Kojak: Ariana (1989)
- Kojak: Virágok Matty-nek (1990)
- Kojak: Valami mindig történik (1990)
- Kojak: A könyvelő halála (1990)
- Kojak: Végzetes vonzalmak (1991)
- Rose Against the Odds (1991)
- Ein Schloß am Wörthersee (1991-1993)
- Mókás hekus (1992-1993)
- Ágyak vonzásában (1994)
- Tüzelj vissza! (1995)

## Díjai
- Emmy-díj (1974)
- Golden Globe-díj (1975, 1976)

## Fordítás
- Ez a szócikk részben vagy egészben  a   Telly Savalas című angol Wikipédia-szócikk ezen változatának fordításán alapul.  Az eredeti cikk szerkesztőit annak laptörténete sorolja fel. Ez a jelzés csupán a megfogalmazás eredetét és a szerzői jogokat jelzi, nem szolgál a cikkben szereplő információk forrásmegjelöléseként.